# Карен Шимпер
Карен Шимпер (англ. Karen Schimper; нар. 26 травня 1967) — колишня південноафриканська тенісистка.
Найвищу одиночну позицію світового рейтингу — 75 місце досягла 23 травня 1988, парну — 78 місце — 10 квітня 1989 року.
Здобула 2 одиночні титули туру ITF.
Найвищим досягненням на турнірах Великого шолома було 4 коло в одиночному розряді.
Завершила кар'єру 1994 року.

## Фінали ITF
| турніри $25,000   |
| турніри $5–10,000 |

### Одиночний розряд (2–3)
| Результат | Ранг | Дата              | Турнір                 | Покриття | Суперниця           | Рахунок       |
| --------- | ---- | ----------------- | ---------------------- | -------- | ------------------- | ------------- |
| Перемога  | 1.   | 13 липня 1986     | Бойнтон-Біч, США       | Тверде   | Шері Норіс          | 6–0, 6–3      |
| Перемога  | 1.   | 20 липня 1986     | Мідленд (Мічиган), США | Ґрунт    | Рут Сімен           | 6–3, 6–2      |
| Поразка   | 3.   | 29 листопада 1986 | Преторія, ПАР          | Тверде   | Діанне Ван Ренсбург | 6–4, 1–6, 4–6 |
| Поразка   | 4.   | 8 грудня 1986     | Йоганнесбург, ПАР      | Тверде   | Марі-Крістін Дама   | 4–6, 4–6      |
| Поразка   | 5.   | 22 грудня 1986    | Йоганнесбург, ПАР      | Тверде   | Елна Рейнах         | 6-2, 3-6, 1-6 |

### Парний розряд (0–2)
| Результат | Ранг | Дата              | Турнір        | Покриття | Партнерка     | Суперниці                      | Рахунок       |
| Поразка   | 1.   | 30 червня 1986    | Тампа, США    | Ґрунт    | Бренда Німаєр | Катріна Адамс Геліане Стеден   | 6–4, 1–6, 3–6 |
| Поразка   | 2.   | 24 листопада 1986 | Преторія, ПАР | Тверде   | Janet Kock    | Мері Дейлі Діанне Ван Ренсбург | 5–7, 4–6      |